# Военен трибун с консулска власт
Военен трибун с консулска власт (на латински: Tribunus militum consulari potestate) е висша римска магистратура (от 3 до 6 души), създадена с цел да приобщи плебса към висшата административна и военна власт. Когато били избирани военни трибуни с консулски правомощия, не били избирани консули, и обратно. Просъществувала между 445 и 367 г. пр. Хр. През този период военни трибуни били избирани 51 пъти, а консули – 22 пъти. Изборът на едните или другите зависел от политическата и военна ситуация.